# Avenue Frochot
Pour les articles homonymes, voir Frochot.
L'avenue Frochot est une voie privée du 9e arrondissement de Paris, en France.

## Situation et accès
L'avenue Frochot est une voie privée située dans le 9e arrondissement de Paris (France). Elle débute au 26, rue Victor-Massé (place Gabriel Kaspereit) et se termine au 3, place Pigalle.
Elle est desservie par les lignes 2 et 12 à la station Pigalle.

## Origine du nom

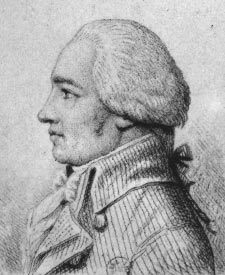
Nicolas Frochot.

Elle porte le nom du préfet de la Seine Nicolas Frochot (1761-1828), que Napoléon Ier chargea d'acheter des terrains hors des limites du Paris de l'époque et qu'il fit transformer en quatre cimetières : le cimetière du Père-Lachaise, le cimetière de Montmartre, le cimetière du Montparnasse et le cimetière de Passy.

## Historique
Les conventions annexées aux actes de vente ont limité la hauteur des constructions à 11 mètres, prescrit le maintien de jardins en façade et interdit la location de chambres ou d'appartements en garni et le placement d'écriteaux. Les voitures suspendues étaient seules autorisées à y circuler sans pouvoir stationner hors déménagement.
L'avenue Frochot est une voie privée dont l'entrée rue Pigalle est fermée par une grille, celle sur la place Pigalle ayant été condamnée. C'est un îlot de calme, fermé à la circulation dans un quartier très animé. Les belles demeures du XIXe siècle noyées dans la verdure ont attiré les artistes,.

## Bâtiments remarquables et lieux de mémoire

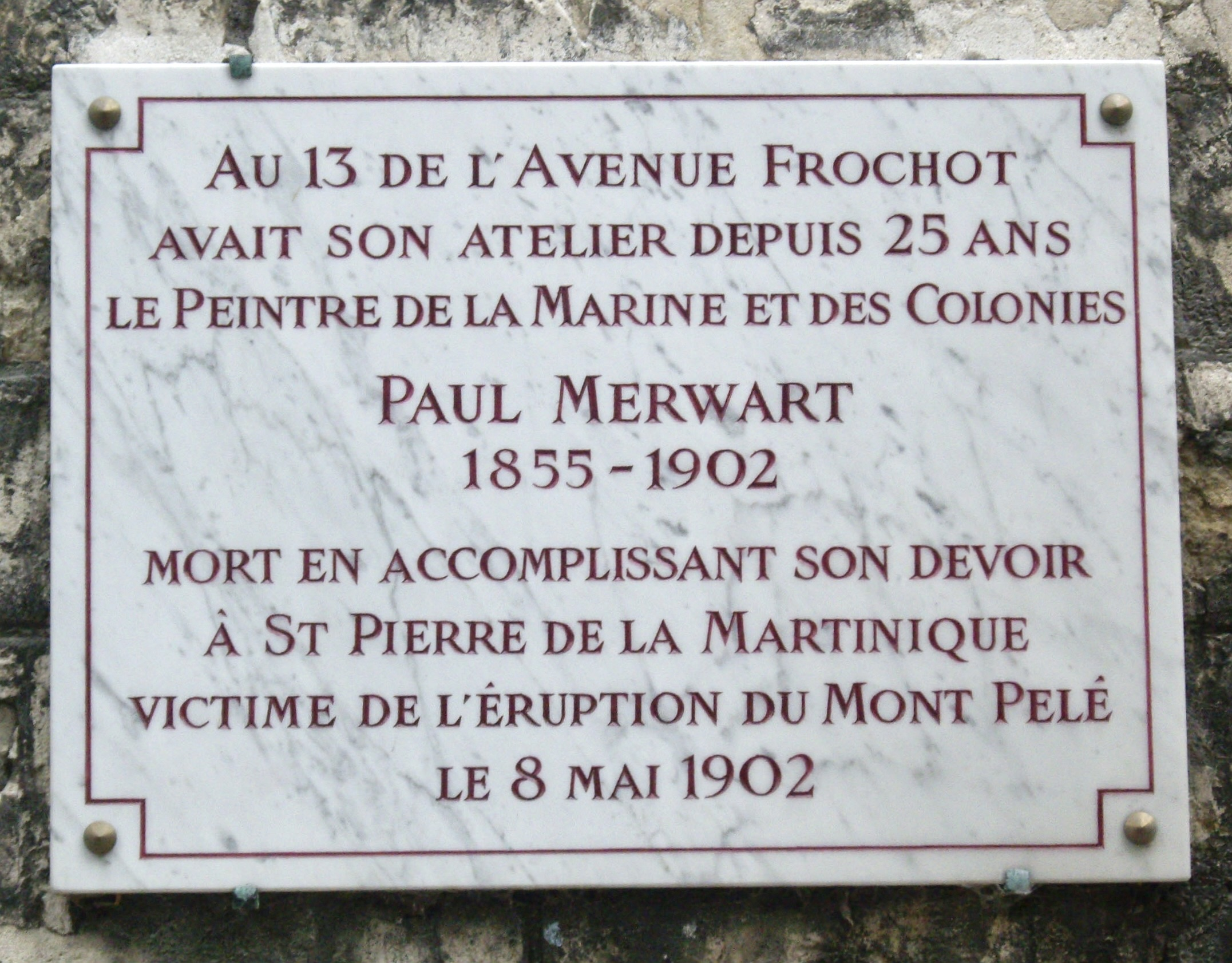
Plaque en l'honneur de Paul Merwart.

- No 1 : maison de style néogothique construite dans les années 1820-1830. L'écrivain Ponson du Terrail (1829-1871) y a habité. Le compositeur Victor Massé y est trouvé mort en 1884[3], de même que, un siècle plus tard, le critique littéraire Matthieu Galey (1986). La chanteuse Sylvie Vartan en a été la propriétaire dans les années 1980, sans jamais y habiter. Selon la légende, cette maison serait hantée par le fantôme d’une servante battue à mort dans les escaliers, à coups de tisonnier, au XIXe siècle. Cette légende serait, indirectement, à l'origine de l'érection de la grille de l'avenue, destinée à protéger les résidents de l'afflux de curieux[4].
- No 2 : à gauche de l'entrée donnant sur la place Gabriel-Kaspereit se trouve un grand vitrail de style Art déco à motifs marins inspirés de Hokusai, classé au patrimoine français et qui date des années 1920[5].
- No 3 : la cantatrice Régine Crespin (1927-2007) y demeure de 1959 à 2007[3],[6].
- No 4 : Apollonie Sabatier, dite La Présidente vivait à cette adresse, ainsi que Théophile Gautier, Charles Baudelaire et le peintre Joseph Ferdinand Boissard de Boisdenier (1813-1866)[7],[8]. En 1888, le peintre graveur Henri Guérard y est domicilié avec sa seconde épouse Jeanne Gonzalès, sœur de sa première épouse Eva Gonzalès. Il y meurt en 1897[9]. Le cinéaste Jean Renoir ainsi que ses frères Claude et Pierre, son fils Paul y résidèrent. Le cinéaste y reçut des acteurs tels que Jean Gabin, Marlène Dietrich, Laurel et Hardy[3].
- No 5 : le journaliste Jules Huret (1863-1915) y habita succinctement vers 1906[10].
- No 6 : le peintre Henri Guinier (1867-1927) avait son atelier à cette adresse[11]. Le guitariste Django Reinhardt y habita[12].
- No 7 : Alexandre Dumas y résida de 1847 à 1852. Le cinéaste Jean Renoir y habita aussi. Ce fut également le domicile du violoniste et chef d'orchestre Charles Lamoureux[3].
- No 8 : domicile du dramaturge Eugène Brieux[12].
- No  13 : le peintre Paul Merwart y avait son atelier[12].
- Nos 14 et 15 : atelier du peintre Théodore Chassériau, jouxtant celui de Gustave Moreau et Charles-François Daubigny qui y travailla de 1881 à 1884. Le peintre Toulouse-Lautrec loue l'atelier de Daubigny et y demeure en 1898. Il y meurt trois ans plus tard en 1901[12],[13]. Chassériau y meurt en 1857. Dans ce même bâtiment, le peintre belge Alfred Stevens habite de 1883 à 1893. Au no 15 se trouvait l'Académie Frochot qui devient celle de Jean Metzinger (1883-1956) pour y recevoir les élèves féminines ; elle fut transformée après 1952 en École normale de dessin[14].
- No 16 : domicile du chanteur Patrick Hernandez qui y écrivit Born to Be Alive en 1974-1975[12].
- No 26 : le peintre orientaliste Théodore Chassériau (1819-1856) y eut son atelier[12].
- No 28 : le peintre Jules Dupré (1811-1889) eut un atelier à cette adresse en 1839, à l'époque où elle s'appelait « rue Bréda[15] ».

### Cinéma
Une séquence du film Neuilly sa mère ! y a été tournée.
Certaines scènes de Les Quatre Cents Coups (François Truffaut, 1959) y ont été tournées (les scènes de l'extérieur de chez René, l'ami d'Antoine Doinel).

## Galerie

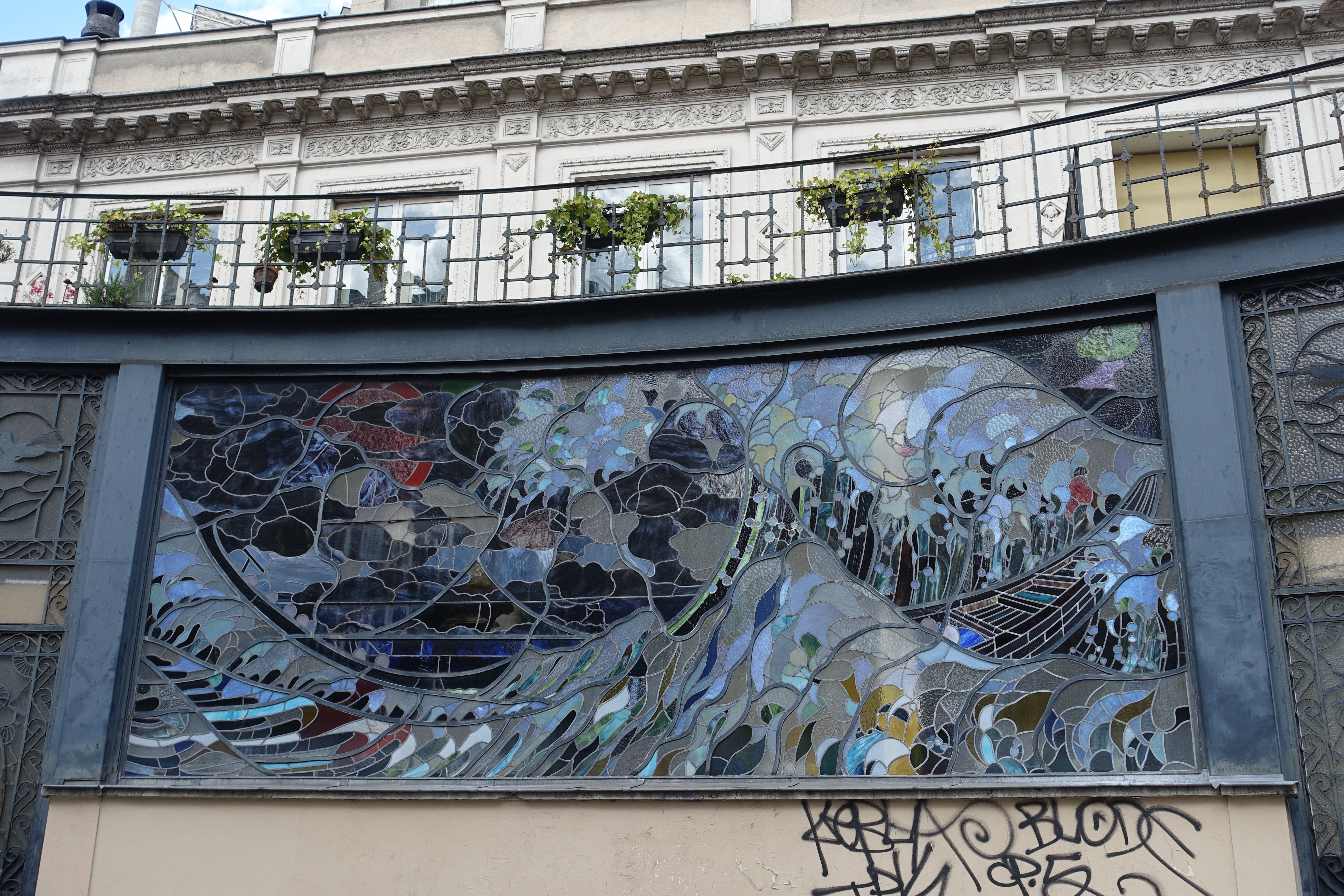
Au no 2, un grand vitrail Art déco classé au patrimoine français.
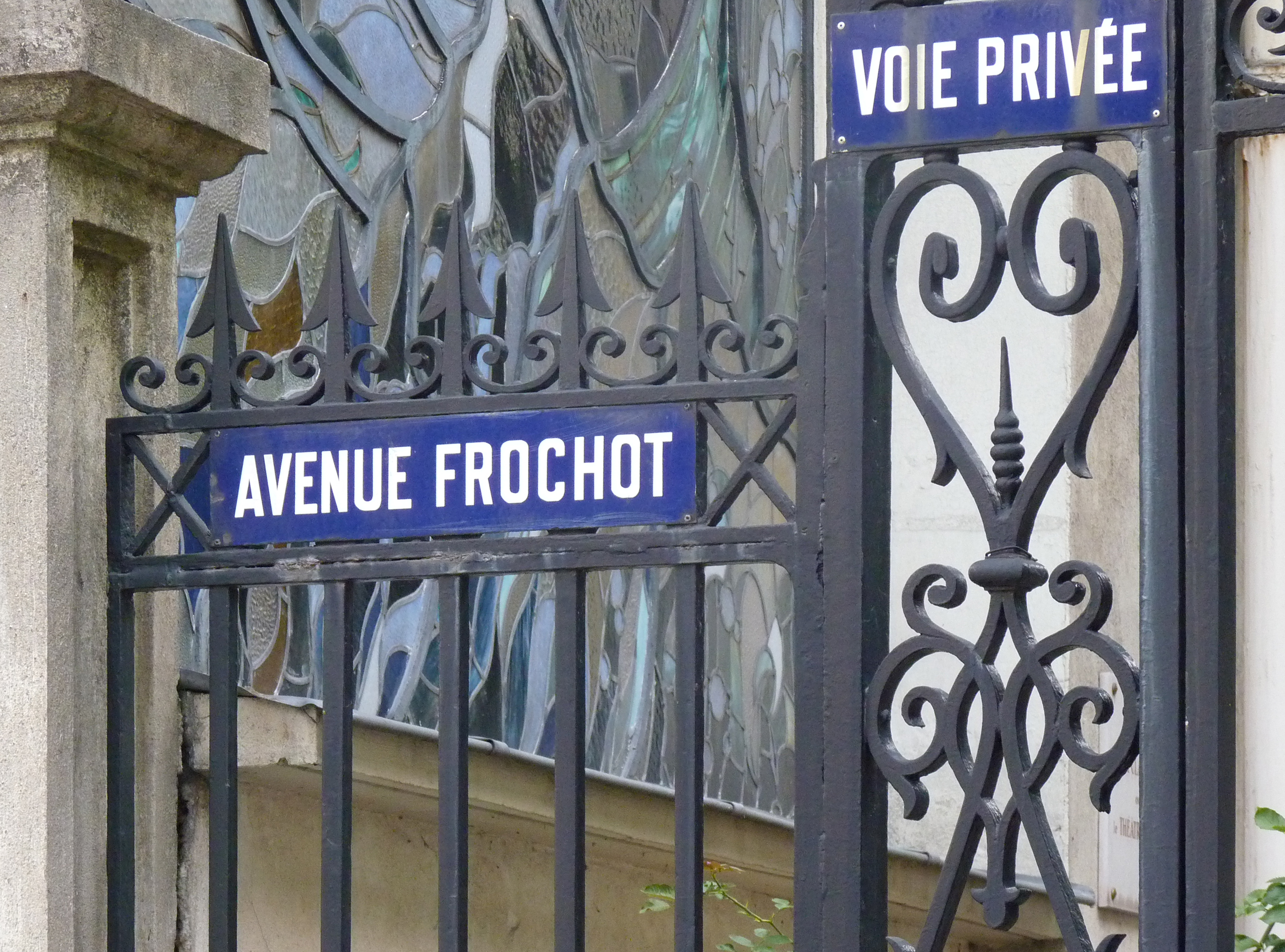
L'avenue Frochot est une voie privée.
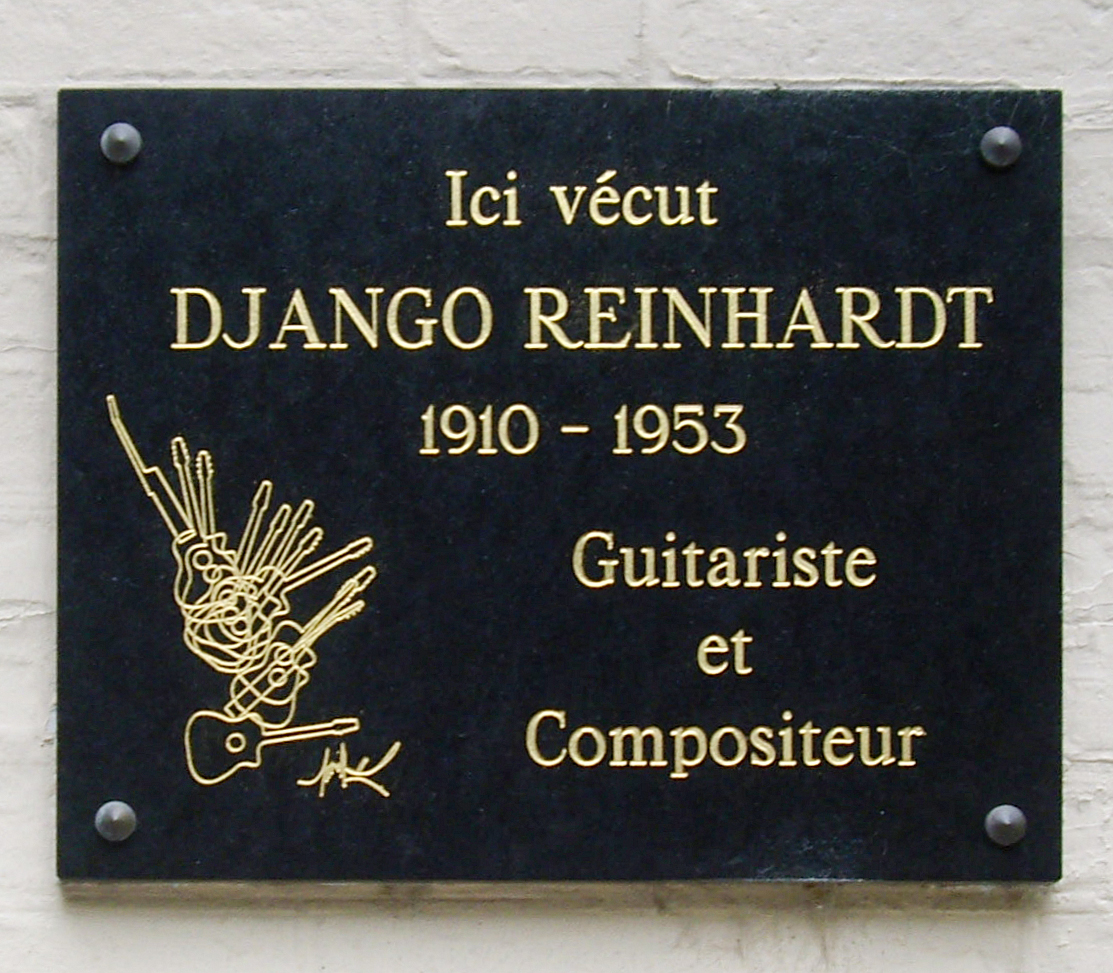
Le célèbre guitariste manouche Django Reinhardt vécut au no 6.